# The Moment of Truth (album de Milli Vanilli)
Albums de Milli Vanilli
The Remix Album Rob & Fab
The Moment of Truth est le seul album studio du groupe pop The Real Milli Vanilli, sorti en 1991.

## Histoire
L'album est censé être la suite du premier album de Milli Vanilli, All or Nothing (réédité sous le nom de Girl You Know It's True aux États-Unis). Après qu'il soit révélé que Rob Pilatus et Fab Morvan ne chantent pas, le producteur Frank Farian forme le groupe The Real Milli Vanilli, avec les vrais chanteurs sur les enregistrements, ainsi que les chanteurs Gina Mohammed et Ray Horton. Le chanteur de Milli Vanilli, Charles Shaw, n'a pas pu enregistrer sur cet album après avoir été payé pour son silence concernant son implication dans le premier album de Milli Vanilli. La plupart des voix sur The Moment of Truth proviennent de Brad Howell, qui avait déjà chanté sur les albums précédents. L'album compte également les rappeurs Icy Bro sur Hard as Hell et Tammy T sur Too Late (True Love).
La pochette de l'album montre Brad Howell, Icy Bro, Ray Horton, Gina Mohammed et John Davis. Le titre initialement proposé était Keep on Running, le titre du premier single. Bien que The Moment of Truth apparaisse sur la pochette, Keep on Running figure sur le dos de l'album.

## Liste de chansons
| Keep On Running | Keep On Running        | Keep On Running | Keep On Running | Keep On Running | Keep On Running | Keep On Running | Keep On Running | Keep On Running | Keep On Running |
| No              | Titre                  | Durée           |                 |                 |                 |                 |                 |                 |                 |
| --------------- | ---------------------- | --------------- | --------------- | --------------- | --------------- | --------------- | --------------- | --------------- | --------------- |
| 1.              | Keep on Running        | 4:46            |                 |                 |                 |                 |                 |                 |                 |
| 2.              | Tell Me Where It Hurts | 4:05            |                 |                 |                 |                 |                 |                 |                 |
| 3.              | Crazy Cane             | 3:55            |                 |                 |                 |                 |                 |                 |                 |
| 4.              | When I Die             | 4:00            |                 |                 |                 |                 |                 |                 |                 |
| 5.              | Body Slam              | 2:22            |                 |                 |                 |                 |                 |                 |                 |
| 6.              | Nice'n'Easy            | 3:40            |                 |                 |                 |                 |                 |                 |                 |
| 7.              | Hard as Hell           | 3:58            |                 |                 |                 |                 |                 |                 |                 |
| 8.              | In My Life             | 3:50            |                 |                 |                 |                 |                 |                 |                 |
| 9.              | Too Late (True Love)   | 3:45            |                 |                 |                 |                 |                 |                 |                 |
| 10.             | The End of Good Times  | 3:45            |                 |                 |                 |                 |                 |                 |                 |
| 11.             | I'll Be Loving You     | 3:30            |                 |                 |                 |                 |                 |                 |                 |
| 12.             | Big Brother            | 3:38            |                 |                 |                 |                 |                 |                 |                 |
| 43:53           |                        |                 |                 |                 |                 |                 |                 |                 |                 |

## Certifications
| Région                                                                                                 | Certification | Ventes/Streams |
| --- | ------------- | -------------- |
| Autriche (IFPI)                                                                                        | Or            | 25 000x        |
| *Ventes selon la certification ^Mise en rayon selon la certification xNon précisé par la certification |               |                |